# 迪格拉斯
迪格拉斯（Digras），是印度马哈拉施特拉邦Yavatmal县的一个城镇。总人口39169（2001年）。

## 人口
该地2001年总人口39169人，其中男性20257人，女性18912人；0—6岁人口5326人，其中男2796人，女2530人；识字率72.19%，其中男性为78.68%，女性为65.23%。